# パンパシフィック・カッパー

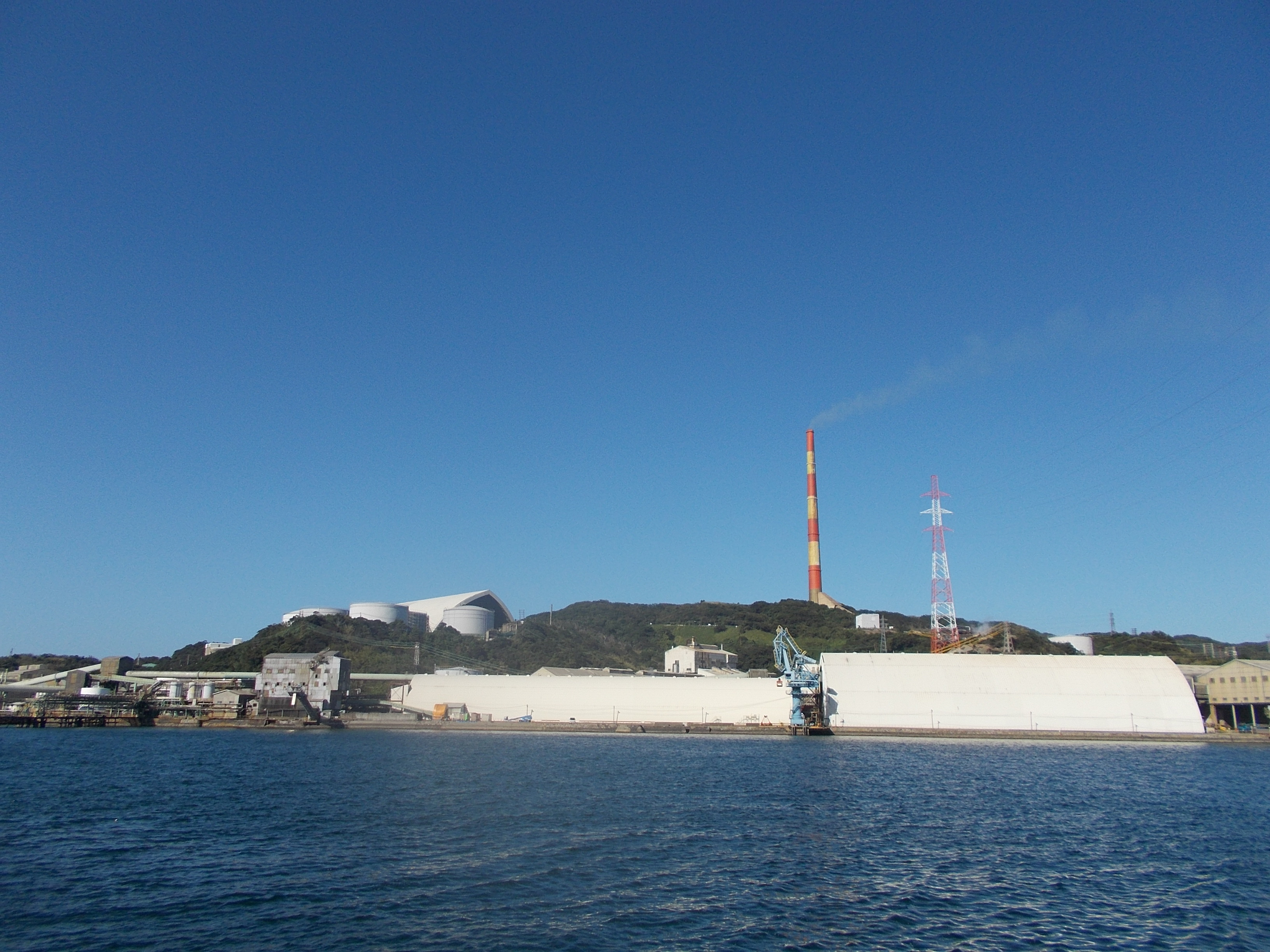
佐賀関製錬所

パンパシフィック・カッパー株式会社（英文社名 PAN PACIFIC COPPER CO., LTD.）は、日鉱金属株式会社（現・JX金属）と三井金属鉱業株式会社によって設立された、資源開発から原料調達、生産、販売までを一貫して手がける非鉄金属メーカー。
ただし、銅製錬事業の一部を傘下の日比共同製錬（旧・三井金属系）に委託している。

## 事業所
- 本社
  - 東京都港区虎ノ門二丁目10番4号 オークラプレステージタワー
- 支店
  - 大阪支店 - 大阪府大阪市北区堂島浜1-4-4
  - 名古屋支店 - 愛知県名古屋市中村区名駅5-5-22
  - 福岡支店 - 福岡県福岡市中央区渡辺通2-1-82
- 事業所
  - 佐賀関製錬所 - 大分県大分市大字佐賀関3-3382
  - 日比製煉所 - 岡山県玉野市日比6-1-1
  - 日立精銅工場 - 茨城県日立市白銀町1-1-2

## 沿革
- 2000年（平成12年）10月3日 - 会社設立。
- 2001年（平成13年）1月 - 営業開始。当初は原料調達・製品販売のみ行っていた。
- 2006年（平成18年）4月1日 - 日鉱製錬、日比共同製錬の両社を傘下に統合し、製錬事業開始。
- 2010年（平成22年）4月1日 - 日鉱製錬を吸収合併する。
- 2016年（平成28年）1月4日 - 本社を移転[1]。
- 2019年（令和元年）12月19日 - JX金属及び三井金属鉱業との3社間で、2020年4月をもって当社が運営する佐賀関製錬所、日立精銅工場、日比製煉所及び日比共同製錬株式会社玉野製錬所を、他2社へ移管した上で、それぞれが製錬子会社を設立し運営することについて基本合意したと発表[2]。
- 2020年（令和2年）2月12日 - JX金属及び三井金属鉱業との上記基本合意に基づき、製錬子会社として日比製煉株式会社を設立したと発表。また同基本合意に基づき、当社の資源事業について3社間で協議した結果、他2社が直接出資する合弁会社にチリ・カセロネス銅鉱山関連事業を移管すると発表[3]。
- 2024年（令和6年）3月 - JX金属が保有株式のうち20%を丸紅に譲渡[4]。

## 主な製品
| - 電気銅 - 型銅 - 金 | - 硫酸 - 発煙硫酸 - 硫酸銅 | - 硫酸ニッケル - セレン - テルル |

## 関連会社
- 日比共同製錬株式会社 - 銅製錬の受託
- 日本鋳銅株式会社 - 型銅製造の受託
- 株式会社京浜化成品センター